# Villa Sarabodis

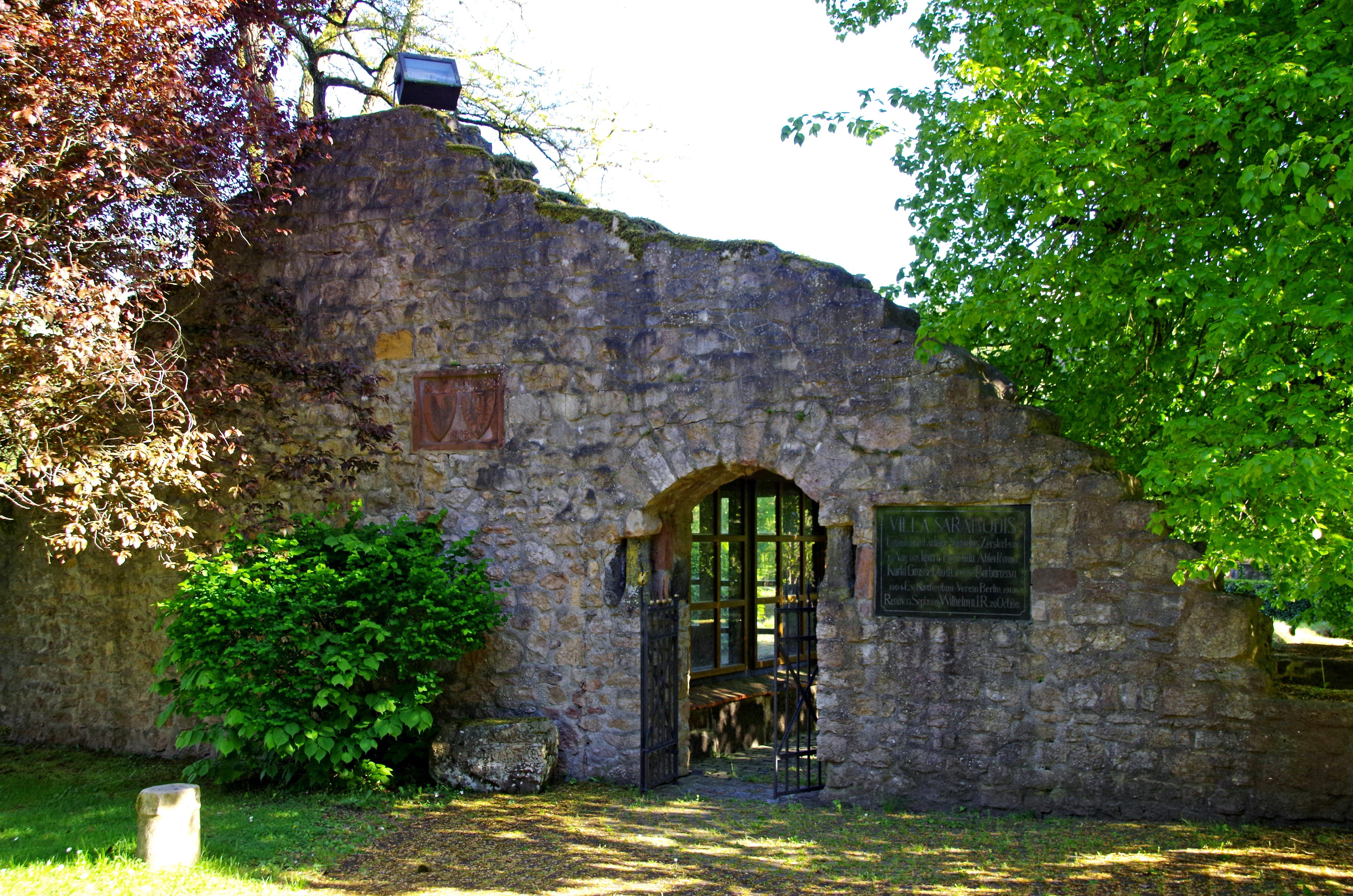
Moderner Eingang zur Villa Sarabodis

Die sogenannte Villa Sarabodis ist ein ehemaliger römischer Gutshof in unmittelbarer Nähe der Erlöserkirche in Gerolstein im Landkreis Vulkaneifel in Rheinland-Pfalz.

## Entdeckung

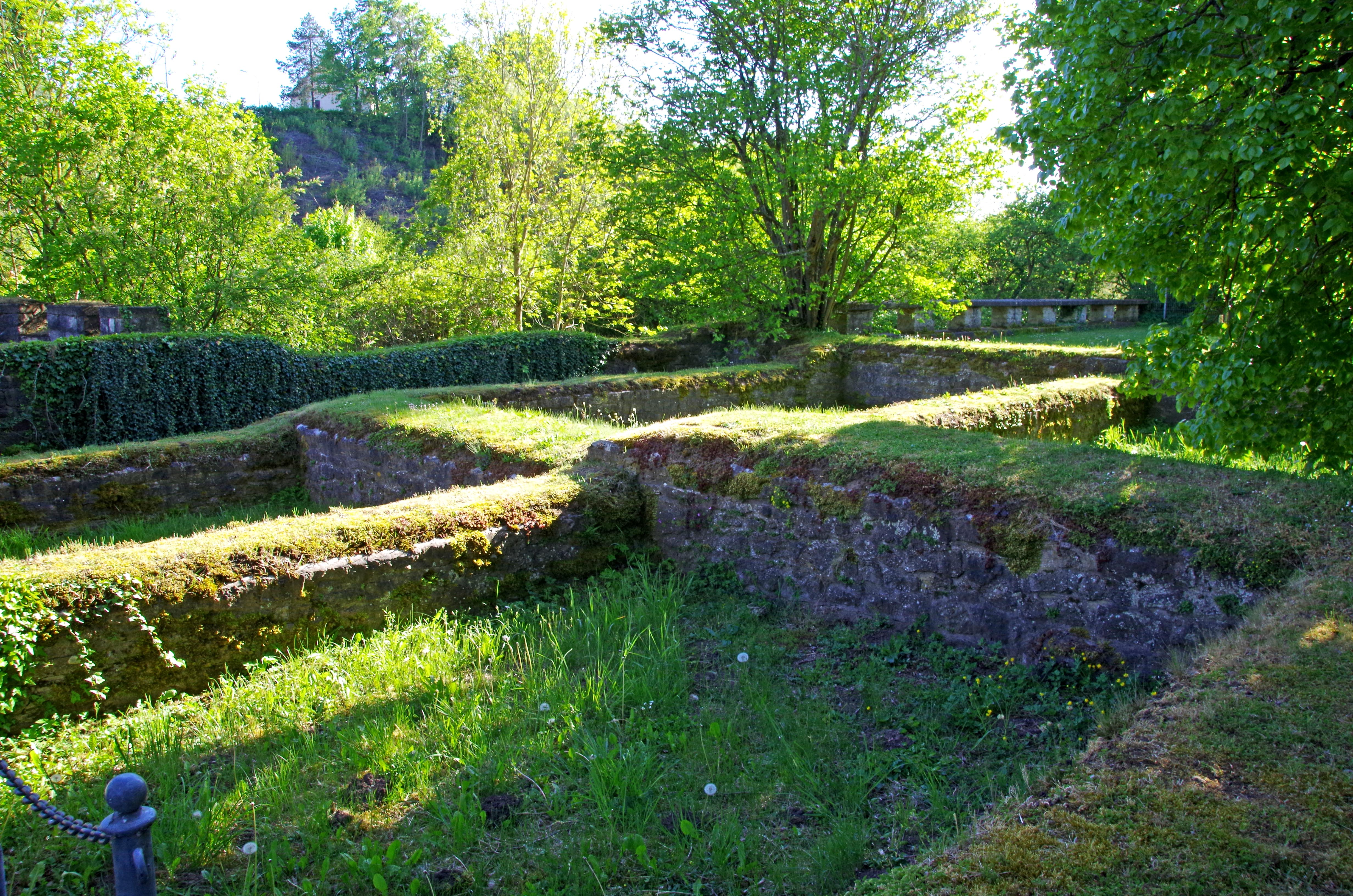
Fundamente und Grundmauern

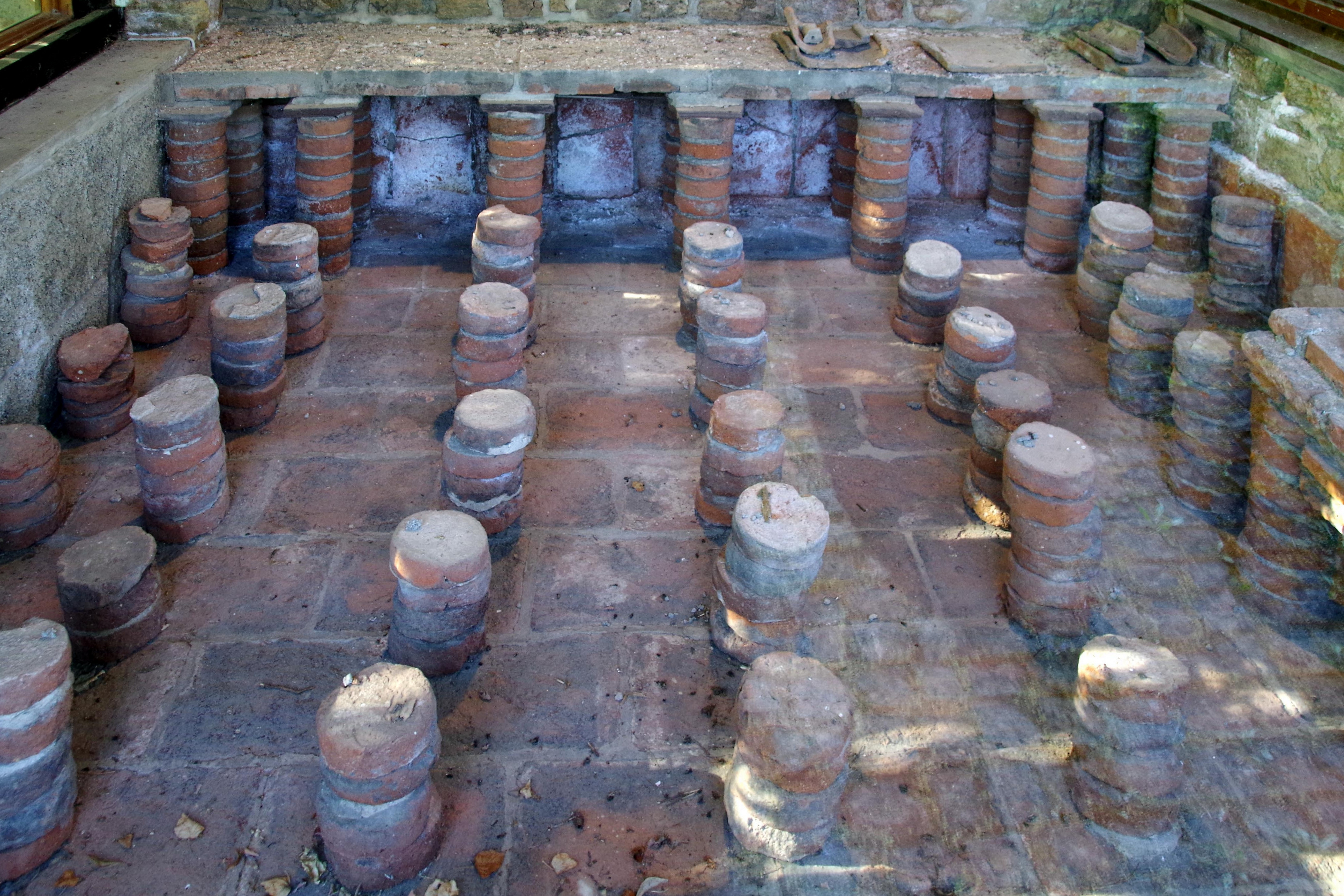
Hypokaustum

Als 1907 der Bau der Gerolsteiner Erlöserkirche begann, kamen bei den Ausschachtungsarbeiten für die Kirche die Fundamente eines ländlichen Gutshofes (Villa rustica) aus der Römerzeit zum Vorschein. Der Name Villa Sarabodis tauchte erst viel später in einer Schenkungsurkunde aus dem Jahre 762 auf.
Außer den Grundmauern und den Fundamenten wurde neben dem Eingangstor zusammen mit weiteren Fundstücken auch eine gut erhaltene antike römische Fußbodenheizung, ein Hypokaustum, entdeckt. Die Heizungsanlage wurde teilweise rekonstruiert und mit einem kleinen schützenden Überbau versehen.

## Museumsbau
Um die historische Bedeutung des Areals hervorzuheben, entstand 1913, zeitgleich mit dem Bau der Erlöserkirche, das Altertumsmuseum Villa Sarabodis. Dieses Museum zeigt und erklärt Artefakte aus der keltisch-römischen Blütezeit im Kylltal. Exponate aus der keltischen, römischen und fränkischen Zeit geben Aufschluss über die Geschichte Gerolsteins und die frühe Besiedlung der Region.
Die Eifelregion war zur damaligen Zeit Eroberungs- und Siedlungsgebiet der Römer. Die hier ansässigen Kelten verdankten ihre Kultur den Römern, die in der Architektur, in der Kochkunst und in kultureller Hinsicht zahlreiche Spuren hinterlassen haben, was im Museum ausführlich dokumentiert wird.

## Geschichte

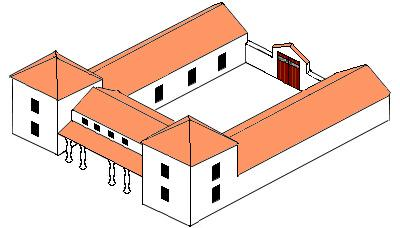
Isometrische Ansicht einer Villa rustica mit beiderseitigen Risaliten

Der Ursprung der römischen Villa geht auf das 1. Jahrhundert nach Christus zurück. Überwiegend römische Funde weisen darauf hin, dass die Villa schon im ersten Jahrzehnt nach Christi Geburt gegründet wurde. Weitere Funde von 22 römischen Münzen belegen, dass die Villa noch bis zur Mitte des 4. Jahrhunderts nach Christus bewohnt war. Typisch für den Baustil dieser Villen waren die Risalite beiderseits des Haupteingangs.
Während der Völkerwanderungszeit (4. bis 6. Jahrhundert nach Christus) fiel die Villa der Zerstörung zum Opfer. In dem meterhohen Brandschutt wurden Gräber mit Skeletten von 27 fränkischen Kriegern freigelegt, deren Verletzungen noch immer ungeklärt sind.

## Namensherkunft
Der Name Villa Sarabodis ist in einer Schenkungsurkunde von 762 überliefert. Laut dieser Urkunde schenkten die Eltern Karls des Großen, das waren der Frankenkönig Pippin der Jüngere und seine Frau Bertrada die Jüngere, die Villa Sarabodis der Abtei Prüm.
Woher der Name Sarabodis stammt, ist allerdings nicht zweifelsfrei geklärt. Anfangs wurde er mit der frühmittelalterlichen Bezeichnung saru für Rüstung in Zusammenhang gebracht. Daraus wurde gefolgert, dass die Villa in den Besitz eines fränkischen Edelings namens Sarabod gelangt sei. Demzufolge wurde Sarabod als der Gerüstete interpretiert.
Eine andere Interpretation stützt sich auf eine Vermutung des Provinzialrömischen Archäologen Peter Henrich. In westeuropäischen Sprachen sind viele Wörter und Begriffe enthalten, die noch aus der keltischen Sprache stammen. Keltische Namen wurden dann in der offiziellen Schriftsprache latinisiert, so auch der Name vom Stifter der keltisch-römischen Tempelanlage Juddekirchhof. Daraus leitete Henrich ab, dass dieser Stifter auch der Besitzer der Villa Sarabodis war und auch hier der keltische Begriff latinisiert wurde in Villa Sarabodis, wörtlich übersetzt Villa am (-fließenden-) Wasser. Deshalb geht Henrich davon aus, dass es den fränkischen Edeling Sarabod im Zusammenhang mit der früheren Namensdeutung nicht gegeben hat.

## Denkmalschutz
Die Villa Sarabodis ist in der Liste der Kulturdenkmäler in Gerolstein verzeichnet.